# Lota (cráter)
Lota es el nombre de un cráter de impacto en el planeta Marte situado a 46.7° Norte y -11.9° Oeste. El impacto causó un abertura de 15.4 kilómetros de diámetro en la superficie del planeta. El nombre fue aprobado en 1976 por la Unión Astronómica Internacional en honor a la comunidad chilena de Lota.